# Heriades fertoni
Heriades fertoni är en biart som beskrevs av Raymond Benoist 1938. Heriades fertoni ingår i släktet väggbin, och familjen buksamlarbin. Inga underarter finns listade i Catalogue of Life.